# Дірк Брауер
Дірк Брауер (нід. Dirk Brouwer; 1 вересня 1902 — 31 січня 1966) — голландсько-американський астроном, член Національної АН США (1951).

## Біографічні відомості
Родився в Роттердамі (Нідерланди). У 1927 році закінчив Лейденський університет. З 1928 року жив у США, працював в Єльському університеті (з 1941 — професор астрономії, директор обсерваторії).
Наукові дослідження відносяться до небесної механіки. Разом з В. Е. Брауном займався розробкою теорії руху Місяця та інших тіл Сонячної системи. Розробив багато питань загальної теорії орбіт і теорії обертання Землі; класичною стала його робота з вивчення помилок, що виникають при інтеграції динамічних рівнянь. Спільно з Дж. Клеменсом і В. Дж. Еккертом виконав фундаментальну роботу з чисельної інтеграції на ЕОМ рівнянь руху п'яти зовнішніх планет (Юпітер — Плутон) і обчисленню їхніх прямокутних екваторіальних координат з сорокаденним кроком за період з 1653 по 2060 рік. Досліджував збурення орбіти комети Енке і оцінив нижню межу віку комети. Упродовж 1959—1965 років займався теорією руху штучних супутників Землі.
Автор книги «Методи небесної механіки» (спільно з Дж. Клеменсом, 1961). Редактор «Astronomical Journal» (1941—1966).
Член-кореспондент Нідерландської королівської АН, член багатьох наукових товариств.
Золота медаль Лондонського королівського астрономічного товариства (1955), медаль Кетрін Брюс Тихоокеанського астрономічного товариства (1966).